# Nilbar Gures
Nilbar Gures (Estambul, 1977) es una artista turca que vive y trabaja en Viena, Austria.·

## Biografía
En sus trabajos Gures explora la identidad femenina, el rol de las mujeres, las relaciones entre las mujeres y sus hogares y los espacios públicos así como las relaciones de las mujeres entre ellas. También focaliza su obra en la imagen de la mujer musulmana en Europa. Sus obras están realizadas en diferentes técnicas, entre ellas destacan los collages, videos, performances, fotografía y objetos.

## Exposiciones
- 2010: Where do we go from here?[5]
- 2010: White Out
- 2010: 6th Berlin Biennial
- 2017: Nilbar Güres - Overhead, Lentos Kunstmusem Linz - Austria